# ユーラシアの端の一覧

ユーラシア

ユーラシアの端の一覧（ユーラシアのはしのいちらん）は、ユーラシアの端、すなわち、ユーラシアにおける最北端・最南端・最西端・最東端を示したものである。
ユーラシアの範囲には複数説があり、それに伴いユーラシアの端にも複数説がある。
全土・本土とも、最西端以外はアジアの端と同じであり、最西端のみヨーロッパの端と同じである。

## 全土（島を含む）
最北端
フリゲリ岬（ ロシア・フランツ・ヨーゼフ諸島・ルドルフ島。北緯81度52分）
最南端
サウス島（ オーストラリア・ココス諸島、南緯12度04分）
ココス諸島をユーラシア（アジア）の一部としない場合、パマナ島（ インドネシア、南緯10度50分）
最西端
フローレス島（ ポルトガル・アゾレス諸島、西経31度16分）
アゾレス諸島をユーラシア（ヨーロッパ）に含めない場合、ビヤルクタンガール（ アイスランド、西経24度32分）
ユーラシア大陸に近接する島に限定した場合、Tearaght島（ アイルランド、西経10度40分）
最東端
ビッグダイオミード島（ ロシア・ベーリング海峡の島、西経169度03分）

## 本土のみ
最北端
チェリュスキン岬（ ロシア、北緯77度43分）
最南端
タンジュン・ピアイ（ マレーシア、北緯1度16分）
最西端
ロカ岬（ ポルトガル、西経9度29分）
最東端
デジニョフ岬（ ロシア、西経169度40分）